# 蔣昇
蔣 昇（しょう しょう、生没年不詳）は、中国の西魏・北周の天文家・占術家・官僚。字は鳳起。本貫は楚郡平阿県。

## 経歴
北魏の南平王府従事中郎・趙興郡太守の蒋儁の子として生まれた。物静かな性格で、若い頃から天文玄象の学問を好んだ。宇文泰はかれを信任して、常に側近に控えさせ、顧問として用いた。537年（大統3年）、東魏の将軍の竇泰が西魏への進攻を図り、風陵から黄河を渡って、潼関に軍を駐屯させた。宇文泰は軍馬を出して沢で草を食ませた。ときに西南に黄紫の気が太陽を抱擁するように現れた。宇文泰が何の予兆であるか蒋昇に訊ねると、蒋昇は「西南はまだ領有できておりませんので、土を主としております。土は四季の王であり、秦の分かれであります。いま大軍をすでに出して、喜気が下っておりますので、必ずや大慶がありましょう」と答えた。宇文泰が軍を進めて竇泰と戦うと、竇泰を捕らえることができた。この後、河東を下し、弘農を落とし、沙苑の戦いにも勝利した。このため宇文泰は蒋昇をますます礼遇するようになった。
543年（大統9年）、東魏の北豫州刺史の高仲密が西魏に降ると、宇文泰が兵を派遣してこれを助けようとした。このことを蒋昇に諮問すると、蒋昇は「春に王が東にあらば、熒惑（火星）が井（ふたご座）と鬼（かに座）の分かれ目にあって、行軍によろしくありません」と答えた。宇文泰は聞き入れず、軍を東に向けたが、邙山の戦いに敗れて、撤退した。太師の賀抜勝は敗戦に怒って、不吉の言を吐いた蒋昇を処断しようとした。しかし宇文泰は「蒋昇は出戦を諫めてくれたもので、敗戦は自分の責任である」と言って、蒋昇の罪を問わなかった。
554年（恭帝元年）、前後の功績により、蒋昇は車騎大将軍・儀同三司の位を受け、高城県子に封じられた。562年（保定2年）、河東郡太守に任じられた。ほどなく入朝して太史中大夫となった。老齢を理由に致仕を願い出て許された。定州刺史の位を加えられ、家で死去した。

## 伝記資料
- 『周書』巻47 列伝第39
- 『北史』巻89 列伝第77